# Erioptera juvenilis
Erioptera juvenilis là một loài ruồi trong họ Limoniidae. Chúng phân bố ở miền Cổ bắc.